# Premio Vautrin Lud
El Premio Vautrin Lud es el nombre por el que se conoce al Premio Internacional de Geografía Vautrin Lud, que es el máximo galardón en el campo de la geografía a nivel internacional. Es concedido desde 1991 y considerado el Premio Nobel de Geografía; se otorga anualmente en el Festival Internacional de Geografía en Saint-Dié-des-Vosges, Francia (la ciudad natal de Vautrin Lud), y es decidido por un jurado académico de cinco personas.

## Premiados
| Año  | Nombre                                 | País                       |
| ---- | -------------------------------------- | -------------------------- |
| 1991 | Peter Haggett                          | Reino Unido                |
| 1992 | Torsten Hägerstrand y Gilbert F. White | Suecia y Estados Unidos    |
| 1993 | Peter Gould                            | Estados Unidos             |
| 1994 | Milton Santos                          | Brasil                     |
| 1995 | David Harvey                           | Reino Unido                |
| 1996 | Roger Brunet y Paul Claval             | Francia                    |
| 1997 | Jean-Bernard Racine                    | Suiza                      |
| 1998 | Doreen Massey                          | Reino Unido                |
| 1999 | Ron J. Johnston                        | Reino Unido                |
| 2000 | Yves Lacoste                           | Francia                    |
| 2001 | Peter Hall                             | Reino Unido                |
| 2002 | Bruno Messerli                         | Suiza                      |
| 2003 | Allen J. Scott                         | Estados Unidos             |
| 2004 | Philippe Pinchemel                     | Francia                    |
| 2005 | Brian Berry                            | Estados Unidos             |
| 2006 | Heinz Wanner                           | Suiza                      |
| 2007 | Michael Goodchild                      | Reino Unido                |
| 2008 | Horacio Capel                          | España                     |
| 2009 | Terry McGee                            | Canadá                     |
| 2010 | Denise Pumain                          | Francia                    |
| 2011 | Antoine Bailly                         | Suiza                      |
| 2012 | Yi-Fu Tuan                             | China-Estados Unidos       |
| 2013 | Mike Batty                             | Reino Unido                |
| 2014 | Anne Buttimer                          | Irlanda                    |
| 2015 | Edward Soja                            | Estados Unidos             |
| 2016 | Maria Dolors García Ramón              | España                     |
| 2017 | Akin Mabogunje                         | Nigeria                    |
| 2018 | Jacques Lévy                           | Francia                    |
| 2019 | John A. Agnew                          | Reino Unido-Estados Unidos |
| 2020 | Rudolf Brádzil                         | República Checa            |
| 2021 | Brenda Yeoh                            | Singapur                   |
| 2022 | Michael Storper                        | Francia-Estados Unidos     |
| 2023 | Jamie Peck                             | Canadá-Reino Unido         |
| 2024 | Ron boschma                            | Países Bajos               |
| 2025 | Anssi Paasi                            |                            |